# رود ميخائيل
رود ميخائيل (بالإنجليزية: Rod Michael)‏ هو موسيقي ومغني أمريكي، ولد في 17 فبراير 1981 في ألينتاون في الولايات المتحدة.

## وصلات خارجية
- رود ميخائيل على موقع ميوزك برينز (الإنجليزية)
- رود ميخائيل على موقع ديسكوغز (الإنجليزية)